# Raphy Leavitt
Rafael Ángel Leavitt Rey (San Juan; 17 de septiembre de 1948 - Miami; 5 de agosto de 2015), más conocido artísticamente como Raphy Leavitt fue un cantautor y músico puertorriqueño y fundador de la orquesta de salsa "La Selecta".

## Primeros años
Raphy Leavitt fue el segundo de cuatro hijos, tres hombres y una mujer. Él y sus hermanos quedaron huérfanos a temprana edad y fueron criados por su tía en Puerta de Tierra, un humilde barrio de San Juan. Allí mismo Leavitt pudo asistir al Colegio San Agustín, donde recibió su educación primaria y secundaria privada.
Durante su infancia, pudo también tomar clases en La Academia de Acordeones. Participó en una orquesta de acordeones y fue llamado accordeonista "de primer rango". Leavitt se inscribió en la Universidad de Puerto Rico para estudiar Administración de empresas. Fue durante este período de su vida que debutó como músico profesional y se unió al "Combo Los Reyes". Tras cuatro años en la universidad, Leavitt obtuvo su diploma de Bachillerato en Administración Comercial y se graduó con honores.

## La Selecta
En 1966, Leavitt creó una orquesta a la que dio el nombre de "Los Señoriales". Ésta fue la primera vez que asumió el papel de director de orquesta. Más tarde, le cambió el nombre por el de "La Banda Latina".
En 1970, Leavitt organizó una orquesta que debía tener un sonido y un estilo diferentes. Él quiso seleccionar el repertorio de canciones de la orquesta con un mensaje particular, positivo, social y hasta filosófico; arregló el sonido de su nueva banda en lo que se refiere a sonar tan crudo y poderoso como el sonido de salsa típico de todas-trombón de moda en aquel tiempo (popularizado por Willie Colón), pero con la adición de trompetas para darle más elegancia. Compuso algunas de las canciones de este grupo nuevo, al que denominó "La Selecta". Desde su comienzo, La Selecta ha presentado a Sammy Marrero nacido en Coamo, como uno de sus cantantes. Marrero, quién siempre ha estado fuertemente influido por la música del jíbaro puertorriqueño, tuvo una oportunidad para enseñar su estilo dramático de canto en sus primeros hits como el casi himno Jíbaro Soy, canción puertorriqueña muy patriótica e inusual, Payaso, y El Buen Pastor. Sin embargo, es en la canción de rúbrica de la banda, La Cuna Blanca, que la voz de Marrero es en su mayor parte asociada.

### Tragedia
La cuna blanca es el resultado de un incidente trágico en las vidas de los integrantes de la orquesta (y de Leavitt). En su presentación para un baile en Connecticut en 1971, el vehículo de remolque recubierto de la banda tuvo un accidente, matando al trompetista Luis Maysonet e hiriendo gravemente al trombonista Richard López y a Leavitt. Leavitt sufrió varias fracturas en su cadera (cojeó desde aquel entonces), vértebras y costillas, fue llevado a cuidados intensivos. Cuando se recobraba del estado comatoso, tuvo una visión persistente de una cuna blanca vacía, de la cual podían oírse gritos infantiles. En cierta forma asoció la visión con su trompetista, sin saber aún que había muerto en el accidente. Maysonet estaba supuestamente vestido de negro, y diciéndoles: "Raphy, de aquí te ayudaré". Cuando los miembros asociados de la banda decidieron contarle a Leavitt sobre la muerte del músico, Leavitt se lamentó diciéndoles que ya lo sabía. Tras siete meses de recuperación, Leavitt y su banda grabaron esta canción de tributo, escrita con estilo dramático e interpretada por Marrero, con un tono optimista y ritmo de cha-cha-cha que hizo palpitar al público. El sentimiento agridulce evocado por la canción ha hecho que sea una canción popular de adiós en los entierros puertorriqueños. La muerte de la hija de Marrero de una bala perdida en un club de reguetón en 2005 trajo la canción de regreso, y tuvo la consecuencia dramática de hacer a Marrero cantarla en un concierto de tributo para La Selecta el día inmediatamente después de su muerte.
En 1978, Leavitt descubrió a un joven cantante de nombre Tony Vega, quien se convirtió en una leyenda entre los cantantes de salsa por su propio mérito. Raphy Leavitt y La Selecta fueron responsables de la introducción de la salsa en muchos países.
En los años 1980, Leavitt se convirtió en un productor independiente y produjo dos discos para Bobby Valentín Bronco Records. En los 1990, estableció su compañía de la grabación de discos, R.L. Records. La primera producción de la compañía fue el álbum titulado "Provócame", el cual se convirtió en un "hit" en Puerto Rico, Estados Unidos y Sudamérica.

## Gira europea
El 2 de mayo de 1992 actuaron en Madrid en las fiestas del dos de mayo siendo presentados por Seju Monzón como su primera actuación en España y celebrando su 20.º aniversario.Tocaron tres canciones, dos de ella fueron Provócame y la Guiñaita.Intervinieron en un concierto donde después actuaron El Gran Combo de Puerto Rico, Roberto Torres y Johnny Pacheco.
En 1993, Leavitt y La Selecta hicieron su debut europeo en España. Durante esa gira, ellos también realizaron conciertos en Alemania, Suiza, Italia y Francia.

## Años posteriores
Raphy Leavitt fue presentado en el Premio Busto Dorado Rafael Hernández por sus composiciones "Payaso", "Jíbaro Soy" y "La Cuna Blanca". En el año 2003, Raphy Leavitt y La Selecta sostuvieron un concierto en el Centro de Bellas Artes Luis A . Ferre en San Juan, donde al grupo le fue otorgado un Premio de Música "Tú" por "Mejor Grabación de Salsa del Año". El acontecimiento fue convertido en un especial de TV titulado "Raphy Leavitt y su Orquesta La Selecta: 30 años de Historia Musical". Raphy Leavitt y La Selecta prosiguieron su actividad con presentaciones musicales y giras.
Falleció en Miami como consecuencia de una operación de la prótesis de cadera que se le había instalado a causa del accidente de 1972, y que se le había infectado. Leavitt falleció mientras dormía.

## Discografía
- 1971: Payaso
- 1972: Mi Barrio
- 1973: Jíbaro Soy
- 1974: Herido
- 1975: A Recorded Inferno...
- 1976: De Frente a la Vida
- 1977: Con Sabor a Tierra Adentro
- 1978: Cosquillita
- 1979: Soledad
- 1981: Raphy Leavitt y la Selecta
- 1982: 10 Años Sembrando Semillas en el Alma del Pueblo
- 1983: Siempre Alegre
- 1986: Somos el Son
- 1988: Orquesta la Selecta
- 1990: ¡Provócame!
- 1992: 20 Años Después
- 2016: Raphy Leavitt Orq La Selecta Hasta Siempre

## Compilaciones
- 1975: Lo Mejor de Raphy Leavitt
- 1985: 15 Éxitos
- 1987: El Disco de Oro
- 1990: 12 Grandes Éxitos
- 1993: 
  - Éxitos Vol. 2
  - Grandes Éxitos Vol. 1
- 1994: 
  - Grandes Éxitos Vol. 2
  - Oro Salsero
- 2000: 12 Boleros
- 2001: 30 Años de Éxitos
- 2002: Live: 30 Aniversario
- 2008: The Greatest Salsa Ever
- 2012: 
  - Vol. 1
  - Vol. 2